# Harda
Harda es una ciudad y un municipio en el distrito de Harda en la India, perteneciente al estado de Madhya Pradesh. Harda es la sede administrativa del Distrito de Harda. 

## Demografía
Según el censo del año 2001, Harda tenía una población de 61.712 habitantes. Los varones constituyen el 52% de la población y las mujeres el 48%.